# Рајко Балаћ
Рајко Балаћ (Машићи, код Градишке, 12. фебруар 1941 — Бихаћ, 4. новембар 1994) био је генерал Војске Републике Српске током Одбрамбено-отаџбинског рата.

## Биографија
Рођен је у селу Машићи у општини Градишка. Отац му се звао Милан. Завршио је основну школу 1956. године. Као врло добар ученик завршио је подофицирску школу, род артиљерија, 1961. Школовање је наставио на Војној академији гдје се фокусирао на Копнену војску, род артиљерија. Војну академију завршава 1965. као врло добар ученик. Командно-штабну школу тактике КоВ завршава 1970. док Командно-штабну школу оператике завршава 1988. У активну војну службу примљен је 1965. године те је временом унапријеђиван у чинове потпоручника, поручника, капетана, капетана прве класе, мајора, потпуковника, пуковника. У чин генерал-мајора произведен је 1. новембра 1994. године. Од 12. маја 1992. до 4. новембра 1994. обављао дужности начелник артиљерије у органу за радове Сектора за ОШП ГШ ВРС (период 1992–1993) те команданта ЦВШ ВРС (период 1993–1994). Током своје војне каријере служио је у гарнизонима: Скопље, Кичево, Куманово, Штип, Лесковац, Хан Пијесак и Бања Лука.
Погинуо је 4. новембра 1994. године извршавајући борбени задатак.
У Парку слободе у Градишци, 23. априла 2021. године, откривена је биста генерала Рајку Балаћу.

## Признања
Генерал-мајор Рајко Балаћ одликован је сљедећим признањима:
- Орденом за војне заслуге са сребрним мачевима
- Орденом народне армије са сребрном звездом
- Орденом за војне заслуге са златним мачевима
- Орденом заслуга за народ са златном звездом
- Орденом Немањића (посмртно 1994)

Након погибије у зони борбених дејстава према Бихаћу, Центар Војних Школа је преименован у Центар војних школа ВРС „Генерал Рајко Балаћ”.